# Osterheide
Osterheide é um município da Alemanha localizado no distrito de Heidekreis, estado da Baixa Saxônia.